# David Padilla
David Padilla Arancibia (* 13. August 1927 in Sucre, Bolivien; † 25. September 2016), war ein bolivianischer Militär, der vom 24. November 1978 bis 8. August 1979 de facto Präsident der Republik Bolivien war.
Padilla, der aus einer Gruppe demokratieorientierter Militärs stammte, wollte das Land schnell wieder auf einen demokratischen Weg führen. Nach der Präsidentenwahl Anfang August 1979, die in einem Fiasko für Padilla endete, trat er als Staatspräsident zurück. Er wurde von Wálter Guevara abgelöst.